# Jónas Hallgrímsson
Jónas Hallgrímsson, född 16 november 1807 i Hraun i Öxnadalur, idag en del av kommunen Hörgárbyggð; död 26 maj 1845 i Köpenhamn, var en isländsk diktare, översättare och vetenskapsman. På Island betraktas han som nationalskald. 
Hans familj flyttade till Steinsstaðir när han var ett år gammal. Hans far, Hallgrímur Þorsteinsson, drunknade i sjön Hraunsvatn när Jónas var nio år gammal, som då blev tvungen att flytta till släktingar i Eyjafjörður. Upplevelserna från den tiden beskriver han i "Grasaferð".
Jónas påbörjade sina studier 1823 i Bessastaðir och 1832 kom han till Köpenhamn för att studera juridik. Senare ägnade han sig dessutom åt naturvetenskap. 
1835 var Jónas med att grunda tidskriften "Fjölnir", som gavs ut i Köpenhamn. Tidskriftens mål var att väcka nationalism bland islänningarna och att mobilisera dem för självständighet.
Somrarna 1839-1842 företog han, med understöd av Danmarks regering, forskningsresor på Island i naturvetenskapligt syfte. Som naturforskare var han av mindre betydelse och den planerade stora beskrivningen av Island kom han sig aldrig för att skriva. Däremot författade han några mindre skrifter, den värdefullaste är De islandske vulkaners historie (endast i manuskript).
Jónas Hallgrímsson var den viktigaste författaren inom den isländska romantikens litteratur. Hans poesi är fortfarande mycket omtyckt och många av hans dikter har tonsatts. Bland andra "Heiðlóarkvæði", "Ég bið að heilsa" och "Álfareiðin" är kända visor, där Jónas stått för texten.
Jónas dog på kvällen 26 maj 1845 i Köpenhamn och begravdes där 31 maj. Dödsorsaken var blodförgiftning, som han ådragit sig, sedan han brutit benet och vägrat att läggas in på sjukhus. 
1946 flyttades Jónas Hallgrímssons jordiska lämningar från Danmark till Island, en händelse som spelar en viktig roll i nobelpristagaren Halldór Laxness roman Atomstationen.